# Marcão Silva
Marcos Antonio Almeida Silva (sinh ngày 14 tháng 1 năm 1991), thường được gọi là Marcão, là một cầu thủ bóng đá chuyên nghiệp người Brasil hiện đang thi đấu ở vị trí tiền vệ phòng ngự cho câu lạc bộ Goiás.

## Sự nghiệp
Marcão bắt đầu sự nghiệp bóng đá tại câu lạc bộ Nacional và có trận đấu chuyên nghiệp đầu tiên vào mùa giải 2012. Sau đó, anh thi đấu cho các đội bóng có tên tuổi thuộc giải Série A như: Botafogo-SP, Cuiaba, Atletico Goianiense,...
Năm 2019, Marcão quyết định ra nước ngoài thi đấu cho câu lạc bộ Emirates Club của Các Tiểu vương quốc Ả Rập Thống nhất. Anh chơi cho đội bóng này khoảng 7 tháng trước khi trở lại Brasil.
Ngày 1 tháng 2 năm 2023, câu lạc bộ bóng đá Hà Nội công bố trên website rằng họ đã chiêu mộ thành công Marcão. Anh có trận ra mắt đội bóng khi đá trọn vẹn trận đấu gặp Viettel vào ngày 5 tháng 2. Ngày 22 tháng 7, Marcão ghi bàn thắng đầu tiên cho Hà Nội FC trong trận hòa 2–2 với Hồng Lĩnh Hà Tĩnh.
Ngày 2 tháng 2 năm 2024, Marcão chính thức chia tay câu lạc bộ Hà Nội sau 1 năm gắn bó. Theo thống kê thì ở mùa giải 2023–24, Marcao đã thi đấu 8 trận cho Hà Nội, 4 tại V.League 1 và 4 tại AFC Champions League.